# Īlias Chatzītheodōridīs
Īlias Chatzītheodōridīs (in greco Ηλίας Χατζηθεοδωρίδης?; Katerini, 5 novembre 1997) è un calciatore greco, difensore dell'OFI Creta.

## Caratteristiche tecniche
Terzino sinistro abile in fase offensiva, bravo nel dribbling e nei cross, può essere schierato anche come ala.

## Carriera
Cresciuto nel settore giovanile dell'Arsenal, nel 2016 passa al Brentford Mai utilizzato in campionato, il 19 gennaio 2018 si trasferisce in prestito al Cheltenham Town. Al termine della stagione, rimasto svincolato, firma un triennale con il Panathīnaïkos.

## Statistiche

### Presenze e reti nei club
Statistiche aggiornate al 14 gennaio 2020.
| Stagione             | Squadra              | Campionato           | Campionato | Campionato | Coppe nazionali | Coppe nazionali | Coppe nazionali | Coppe continentali | Coppe continentali | Coppe continentali | Altre coppe | Altre coppe | Altre coppe | Totale | Totale |
| Stagione             | Squadra              | Comp                 | Pres       | Reti       | Comp            | Pres            | Reti            | Comp               | Pres               | Reti               | Comp        | Pres        | Reti        | Pres   | Reti   |
| -------------------- | -------------------- | -------------------- | ---------- | ---------- | --------------- | --------------- | --------------- | ------------------ | ------------------ | ------------------ | ----------- | ----------- | ----------- | ------ | ------ |
| 2017-gen. 2018       | Brentford            | FLC                  | 0          | 0          | FACup+CdL       | 1+3             | 0               | -                  | -                  | -                  | -           | -           | -           | 4      | 0      |
| gen.-giu. 2018       | Cheltenham Town      | FL2                  | 18         | 0          | FACup+CdL       | -               | -               | -                  | -                  | -                  | EFLT        | -           | -           | 18     | 0      |
| 2018-2019            | Panathīnaïkos        | SL                   | 20         | 3          | CG              | 5               | 1               | -                  | -                  | -                  | -           | -           | -           | 25     | 4      |
| 2019-2020            | Panathīnaïkos        | SL                   | 12         | 0          | CG              | 0               | 0               | -                  | -                  | -                  | -           | -           | -           | 12     | 0      |
| Totale Panathīnaïkos | Totale Panathīnaïkos | Totale Panathīnaïkos | 32         | 3          |                 | 5               | 1               |                    | -                  | -                  |             | -           | -           | 37     | 4      |
| Totale carriera      | Totale carriera      | Totale carriera      | 50         | 3          |                 | 9               | 1               |                    | -                  | -                  |             | -           | -           | 59     | 4      |

## Palmarès

### Club

#### Competizioni nazionali
- Coppa di Grecia: 1

Panathīnaïkos: 2021-2022